# Bimetàl·lic
Un objecte  bimetàl·lic és una peça metàl·lica composta per dos metalls diferents junts de manera ferma. Ans al contrari de l'aliatge, que és una barreja de a nivell molecular, els objectes bimetàl·lics consisteixen en dues capes de diversos metalls.

Principi de la curvatura d'un element bimetàl·lic

Bombolla incandescent bimetàl·lica

Com ambdós metalls tenen una dilatació tèrmica diferent, una peça dreta a una temperatura donada, pot corbar-se a una temperatura diferent: en variar la temperatura tendeix a flexionar cap al costat de menor coeficient d'expansió. Aquest moviment mecànic s'utilitza en instruments de mesura com termòstats bimetàl·lics, o antigament en bombetes d'incandescència intermitents i termòmetres de làmina bimetàl·lica.
També s'utilitza en tallacircuits mecànics, on el corrent que circula pel mateix bimetall l'escalfa i fa que s'obri al circuit limitant el corrent màxim. Moltes applicacions mecàniques de sensors bimetàl·lics s'han reemplaçat per sistemes magnetotèrmics o amb sensors electrònics, que permeten una precisó i una regulació millores.
S'utilitza també en catalitzadors bimetàl·lics. Altres objectes bimetàl·lics comuns, com ara llaunes cobertes d'acer. Per disminuir el cost i evitar que la gent les fongui pel seu metall, les monedes es componen sovint d'un metall barat cobert amb un metall més costós.